# القابضة للنقل البحري والبري
الشركة القابضة للنقل البحري والبري هي شركة قابضة حكومية مصرية، تتبع وزارة النقل، أنشأت بقرار رئيس مجلس الوزراء رقم 1499 لسنة 2000 نتيجة لدمج الشركة القابضة للنقل البري مع الشركة القابضة للنقل البحري التابعتان في ذلك الوقت لوزارة قطاع الأعمال العام.

## التشريعات المنظمة
- قانون رقم 96 لسنة 1960 بإنشاء الهيئة العامة لشؤون النقل البري.[6]
- قانون رقم 12 لسنة 1964 بإنشاء المؤسسة المصرية العامة للنقل البحري.[7]
- قرار رئيس الجمهورية رقم 430 لسنة 1983 بإنشاء هيئة القطاع العام للنقل البري والنهري.[8]
- قرار رئيس الجمهورية رقم 431 لسنة 1983 بإنشاء هيئة القطاع العام للنقل البحري.[9]
- قانون رقم 203 لسنة 1991 بإصدار قانون شركات قطاع الأعمال العام: حلت بموجب المادة الثانية من القانون الشركة القابضة للنقل البحري محل هيئة القطاع العام للنقل البحري، وحلت الشركة القابضة للنقل البري محل هيئة القطاع العام للنقل البري والنهري.[10]
- قرار رئيس مجلس الوزراء رقم 1499 لسنة 2000 بدمج الشركة القابضة للنقل البحري والشركة القابضة للنقل البري.[11]
- قرار وزير قطاع الأعمال العام رقم 104 لسنة 2000 بتعديل اسم الشركة بعد الدمج ليكون الشركة القابضة للنقل البحري والبري.
- قرار رئيس الجمهورية رقم 57 لسنة 2002 بتنظيم وزارة النقل.[12]
- قرار رئيس الجمهورية رقم 343 لسنة 2022.[13]

## غرض ونشاط الشركة
تتولى الشركة في مجال نشاطها ومن خلال الشركات التابعة لها المشاركة في تنمية الاقتصاد القومي في إطار السياسة العامة  للدولة،  و للشركة استثمار أموالها بنفسها  أو عن طريق الشركات التابعة لها أو بالاشتراك مع الغير في مصر وفي الخارج في  أي أنشطة نوعية أو متكاملة  أو  متباينة و  ذلك في  كافة المجالات والأعمال  و الأنشطة الاقتصادية التي يجوز للشركات المساهمة القيام بها و  كذا الاستشارات والبحوث والدراسات وكافة أعمال الوكالة والسمسرة والخبرة والتثمين والبيع وترويج المشروعات،  وكافة الأعمال والأنشطة والمجالات المتممة أو المكملة أو  المساعدة أو المتصلة بأي من  أغراضها أو تساعد الشركة في قيامها  بها وتحقيق أفضل توظيف لأموالها واستثماراتها وطاقاتها وأستخدمها الاستخدام  الأمثل بما يحقق تعظيم وتنمية مواردها وزيادة  قيمة  استثماراتها وتعظيم الأرباح التي تحقق منها.
ويتمثل هذا النشاط في القيام بما يلي:-
1. تأسيس الشركات التابعة وغيرها من الشركات المساهمة وذلك بمفردها أو بالاشتراك مع شركة قابضة أخرى أو أشخاص اعتبارية عامة أو خاصة أو أفراد
2. شراء أسهم شركات المساهمة وبيعها أو المساهمة في رأس مالها
3. تكوين وإدارة محفظة الأوراق المالية للشركة بما تتضمنه من أسهم وصكوك تمويل وسندات وأية أدوات أو أصول مالية أخرى
4. إجراء جميع التصرفات وكافة الأعمال والإجراءات  التي من شأنها أن تساعد في تحقيق كل أو بعض أغراضها.
5. توسيع قاعدة الملكية للشركات التابعة للحصول على التمويل الذاتي اللازم لتصحيح مسار الشركات
6. معاونة الشركات التابعة على التواجد بالأسواق العالمية والعمل على رفع مستوى أدائها وإنتاجها  لتكون على مستوى المنافسة العالمية

## الشركات التابعة

### نقل الركاب والتوكيلات الملاحية ونقل البضائع
- ايجي باص.[14]
- غرب ووسط الدلتا للنقل والسياحة.
- شرق الدلتا للنقل والسياحة.
- شركة أبو سمبل وطيبة للتوكيلات الملاحية: أدمج بها شركتي ممفيس التوكيلات الملاحية وآمون للتوكيلات الملاحية.[15]
- أعمال النقل.
- القناة للتوكيلات الملاحية.
- الملاحة الوطنية.
- المصرية للأتوبيس الترددي.[16]
- أكتا للنقل الجماعي.[16]
- النيل للنقل البري.

### الشحن والتفريغ والتوريدات والاشغال البحرية
- السويس للشحن والتفريغ.
- المصرية للتوريدات والأشغال البحرية.
- المصرية للمناطق اللوجستية.

### تداول الحاويات والبضائع والتخزين
- دمياط لتداول الحاويات والبضائع.
- بورسعيد لتداول الحاويات والبضائع.
- المستودعات المصرية العامة.
- الإسكندرية لتداول الحاويات والبضائع.

## الشركات المشتركة
- المصرية لأعمال النقل (مارترانس).
- المصرية للأعمال المتكاملة (الترجمان).
- جنوب الوادي للتنمية.
- العربية لنقل البترول.
- قناة السويس لتنمية الموانئ المصرية.[16]
- المجموعة المصرية للمحطات متعددة الأغراض EGMPT.[17]
- المصرية للمناطق اللوجستية.[16]
- ميناء جرجوب البحري.[18]
- ميناء برنيس البحري.[18][19]
- صندوق مصر للتمويل والإستثمار.
- المصرية للملاحة البحرية "تحت التصفية" [20]
- العربية للملاحة البحرية (بان أراب) "تحت التصفية".